# Przywódcy Czeczenii

## Czeczenia

### Prorosyjscy prezydenci Czeczenii
- Achmat Kadyrow 2003–2004 (wejście w życie nowej konstytucji ustanawiającej Czeczenię częścią Federacji Rosyjskiej 2 kwietnia 2003)
- Siergiej Abramow 2004 (tymczasowo)
- Ału Ałchanow 2004–2007
- Ramzan Kadyrow 2007–2011
- Od 5 marca 2011 r. Ramzan Kadyrow nosi tytuł Szefa Republiki Czeczeńskiej[1][2][3].

### Prorosyjscy premierzy Czeczenii
- Nikołaj Koszman – 13 kwietnia 1996 – 17 listopada 1996
- Stanisław Iljasow – 19 stycznia 2001 – 15 listopada 2002
- Michaił Babicz – 15 listopada 2002 – 10 lutego 2003
- Anatolij Popow – 10 lutego 2003 – 17 marca 2004
  - p.o. premiera Eli Isajew – 3 grudnia 2003 – 17 marca 2004
- Siergiej Abramow – 17 marca 2004 – 2 marca 2006
- Ramzan Kadyrow – 2 marca 2006 – 10 kwietnia 2007
- Odies Bajsułtanow – 10 kwietnia 2007 – 21 maja 2012

## Emirat Kaukaski

### Emirowie Kaukascy
- Doku Umarow 31 października 2007 – 1 sierpnia 2010
- Asłambiek Wadałow 1 sierpnia 2010 – 4 sierpnia 2010
- Doku Umarow 4 sierpnia 2010 – 2014
- Ali Abu Muhammad 18 marca 2014 – 19 kwietnia 2015
- Magomied Sulejmanow 2 lipca 2015 – 11 sierpnia 2015

## Czeczeńska Republika Iczkerii

### Prezydenci Republiki Iczkerii
- Dżochar Dudajew 9 listopada 1991 – 21 kwietnia 1996 (wybrany 27 października 1991, ogłoszenie niepodległości Czeczeńskiej Republiki Iczkerii 1 listopada 1991)
- Zelimchan Jandarbijew 21 kwietnia 1996 – 12 lutego 1997
- Asłan Maschadow 12 lutego 1997 – 8 marca 2005 (wybrany 27 stycznia 1997)
- Chalim Sadułajew 8 marca 2005 – 17 czerwca 2006
- Doku Umarow 17 czerwca 2006 – 31 października 2007, następnie przywódca Emiratu Kaukaskiego[4]

### PremierzyRepubliki Iczkerii
- Siergiej Bekow – wrzesień 1991 – 22 listopada 1991
- Yaragy Mamodajew – 22 listopada 1991 – 16 stycznia 1992
- Dżochar Dudajew – 16 stycznia 1992 – 17 kwietnia 1993
  - urząd zniesiony 1993 – 1996
- Asłan Maschadow, pierwszy raz – 16 października 1996 – 1 stycznia 1997
- Rusłan Giełajew – 1 stycznia 1997 – luty 1997
- Asłan Maschadow, drugi raz – luty 1997 – 1 stycznia 1998
- Szamil Basajew, pierwszy raz – 1 stycznia 1998 – 3 lipca 1998
- Asłan Maschadow, trzeci raz – 3 lipca 1998 – 8 marca 2005
- Chalim Sadułajew – 23 sierpnia 2005 – 17 czerwca 2006
- Szamil Basajew, drugi raz – 27 czerwca 2006 – 10 lipca 2006
- urząd zniesiony 2006 – 2007
- Ahmad Zakajew 2007 – nadal[4]

### Wiceprezydenci Czeczeńskiej Republiki Iczkerii
- Zelimchan Jandarbijew 1991 – 1996
- Asłan Maschadow 1996 – 1997
- Wacha Arsanow 1997 – 1998
- Ahmed Zakajew 1998 – 2005 – dotychczas jedyny wiceprezydent który nie objął stanowiska po śmierci poprzednika, został nim Chalim Sadułajew, ponieważ „prezydent ma być blisko narodu” (Zakajew pełni misję dyplomatyczną w Wielkiej Brytanii).
- Doku Umarow 2005 – 2006
- Szamil Basajew czerwiec – lipiec 2006
- Supjan Abdułłajew 2007 – 2011